# Ángel Romano
Alfredo Ángel Romano (ur. 2 sierpnia 1893 w Montevideo, zm. 22 sierpnia 1972 tamże) – urugwajski piłkarz występujący jako lewoskrzydłowy.
W trakcie kariery Romano występował przede wszystkim jako lewoskrzydłowy, często też pełnił funkcję lewego łącznika, a niekiedy nawet środkowego napastnika. Wyróżniał się wyszkoleniem technicznym, a do legendy przeszły jego zwody nazwane fintas diabluras. Charakterystycznym atrybutem Romano, była ciemna czapka z białą plecionką, w której zawsze występował.
W latach 80. XX wieku został wybrany przez czytelników urugwajskiego El Diario do jedenastki wszech czasów reprezentacji Urugwaju.

## Życiorys

### Kariera klubowa
W 1910 roku Romano rozpoczął karierę w Nacional, ale już po roku zmienił klub, odchodząc do CURCC. Następnie – wraz z Juanem Delgado i Jose Benincasą – przez rok występował w drużynie ówczesnego beniaminka pierwszej ligi argentyńskiej – Boca Juniors. Od roku 1915, aż do końca swej kariery w 1930 rok grał dla Nacional, dla którego rozegrał 388 spotkań i zdobył 164 bramki, zdobywając przy tym osiem tytułów mistrza Urugwaju.

### Kariera reprezentacyjna
W reprezentacji Urugwaju występował od 1911 do 1927 rok, rozgrywając 68 oficjalnych meczów i 57 nieoficjalnych (łącznie 125), w których zdobył 28 bramek. Podczas Igrzysk Olimpijskich w 1924 roku zdobył wspólnie z reprezentacją złoty medal. Aż sześć razy (w 1916, 1917, 1920, 1923, 1924 i 1926) wygrał turniej Copa América, co do dziś jest niepobitym rekordem. W sumie wystąpił aż w dziewięciu turniejach o mistrzostwo Ameryki Południowej (w trzech turniejach nie został mistrzem: 1919 – wicemistrz, 1921 – trzeci, 1922 – trzeci).

## Sukcesy
CURCC
- Primera División: 1911

Nacional
- Primera División: 1915, 1916, 1917, 1919, 1920, 1922, 1923, 1924

Reprezentacja Urugwaju
- Copa America: 1916, 1917, 1920, 1923, 1924, 1926
- Złoty medal Igrzysk Olimpijskich: 1924